# Cantó d'Abbeville-Nord
El cantó d'Abbeville-Nord és un cantó francès del departament del Somme, situat al districte d'Abbeville. Té sis municipis i part del d'Abbeville.

## Municipis
- Abbeville (part)
- Bellancourt
- Caours
- Drucat
- Grand-Laviers
- Neufmoulin
- Vauchelles-les-Quesnoy

## Història
| Data d'elecció                           | Identitat        | Partit              | Qualitat |
| ---------------------------------------- | ---------------- | ------------------- | -------- |
| 1945-1949                                | Fernand Beaurain |                     |          |
| 1949-1955                                | Ernest Herman    | Divers droite       |          |
| 1955-1970                                | Robert Viarre    | SFIO                |          |
| 1970-1998                                | André Leduc      | PS, després UDF-PSD |          |
| 1998-                                    | Gilbert Mathon   | PS                  |          |
| les dades anteriors no són pas conegudes |                  |                     |          |
|                                          |                  |                     |          |